# Francesca Buccione
Francesca Buccione (Roma, 22 maggio 1981) è una schermitrice italiana, specializzata nella sciabola.

## Biografia
Ha iniziato a tirare nel Frascati Scherma, ed è poi stata reclutata nel gruppo sportivo dell'Aeronautica Militare.
Ai campionati europei di scherma ha conquistato una medaglia di bronzo nella gara di sciabola a squadre a Copenaghen nel 2004.

## Palmarès
In carriera ha conseguito i seguenti risultati:
Mondiali militari
Individuale
- Bronzo nella sciabola a La Guaira 2010

A squadre
- Bronzo nella sciabola a La Guaira 2010

Europei
Individuale
A squadre
- Bronzo nella sciabola a Copenaghen 2004

Campionati italiani
Individuale
- Argento nella sciabola a Napoli 2007
- Bronzo nella sciabola a Roma 2003
- Bronzo nella sciabola a Padova 2004
- Bronzo nella sciabola a Assisi 2005

A squadre
- Oro nella sciabola a Napoli 2007
- Oro nella sciabola a Siracusa 2010
- Argento nella sciabola a Tivoli 2009
- Argento nel fioretto a Tivoli 2009
- Argento nella sciabola nel 2001
- Bronzo nella sciabola a Conegliano 2002